# Hippaliosina dorbignyana
Hippaliosina dorbignyana is een mosdiertjessoort uit de familie van de Hippaliosinidae. De wetenschappelijke naam van de soort is voor het eerst geldig gepubliceerd in 1991 door Moyano.